# Kordeh Bar
Kordeh Bar (persiska: كُرِه بَر, کرده بر) är en ort i Iran.   Den ligger i provinsen Markazi, i den nordvästra delen av landet, 180 km väster om huvudstaden Teheran. Kordeh Bar ligger 1 842 meter över havet och antalet invånare är 217.
Terrängen runt Kordeh Bar är huvudsakligen kuperad, men den allra närmaste omgivningen är platt.Runt Kordeh Bar är det ganska glesbefolkat, med 27 invånare per kvadratkilometer. Närmaste större samhälle är Yātān, 5,6 km sydost om Kordeh Bar. Trakten runt Kordeh Bar består i huvudsak av gräsmarker.